# Konjic
Konjic (in cirillico serbo Коњиц) è una città della Federazione di Bosnia ed Erzegovina in Bosnia ed Erzegovina, che si trova nell'Erzegovina settentrionale, approssimativamente 50 chilometri a sud della capitale Sarajevo. È in una zona montana e molto ricca di boschi. L'agglomerato si estende su entrambe le sponde del fiume Narenta con 26.381 abitanti al censimento 2013.

## Storia
Durante le Guerre jugoslave la cittadina di Konjic aveva una notevole importanza strategico-militare poiché controllava i collegamenti tra la capitale Sarajevo e la Bosnia ed Erzegovina meridionale.
Tra l'aprile e il dicembre del 1992 fu costruito un campo di prigionia nei dintorni della città, nel villaggio di Čelebići, dove vennero trattenuti, picchiati ed in alcuni casi uccisi prigionieri serbi. Alcuni responsabili del campo (Zejnil Delalić, Zdravko "Pavo" Mucić, Hazim Delić, Esad "Zenga" Landžo) sono stati processati e condannati dal Tribunale penale internazionale per l'ex-Jugoslavia per le violazioni delle Convenzioni di Ginevra.

## Località
La municipalità di Konjic è composta dalle seguenti 151 località:
- Argud
- Bale
- Bare
- Barmiš
- Bijela
- Bjelovčina
- Blace
- Blučići
- Borci
- Boždarevići
- Bradina
- Brđani
- Budišnja Ravan
- Bukovica
- Bukovlje
- Bulatovići
- Bušćak
- Buturović Polje
- Cerići
- Crni Vrh
- Čelebići
- Čelina
- Česim
- Čičevo
- Čuhovići
- Dobričevići
- Dolovi
- Doljani
- Donja Vratna Gora
- Donje Selo
- Donje Višnjevice
- Donji Čažanj
- Donji Gradac
- Donji Nevizdraci
- Donji Prijeslop
- Došćica
- Dubočani
- Dubravice
- Dudle
- Dužani
- Džajići
- Džanići
- Džepi
- Falanovo Brdo
- Gakići
- Galjevo
- Glavatičevo
- Gobelovina
- Gorani
- Goransko Polje
- Gorica
- Gornja Vratna Gora
- Gornje Višnjevice
- Gornji Čažanj
- Gornji Gradac
- Gornji Nevizdraci
- Gostovići
- Grabovci
- Gradeljina
- Grušča
- Hasanovići
- Herići
- Homatlije
- Homolje
- Hondići
- Idbar
- Jasenik
- Javorik
- Jezero
- Ježeprosina
- Jošanica
- Kale
- Kanjina
- Kašići
- Konjic
- Kostajnica
- Koto
- Krajkovići
- Kralupi
- Krtići
- Krupac
- Krušćica
- Kula
- Lađanica
- Lisičići
- Lokva
- Luka
- Lukomir
- Lukšije
- Ljesovina
- Ljubuča
- Ljuta
- Mladeškovići
- Mokro
- Mrkosovice
- Obrenovac
- Obri
- Odžaci
- Orahovica
- Orlište
- Oteležani
- Ovčari
- Pačerani
- Parsovići
- Plavuzi
- Podhum
- Podorašac
- Pokojište
- Polje Bijela
- Požetva
- Prevlje
- Radešine
- Raotići
- Rasvar
- Razići
- Redžići
- Repovci
- Repovica
- Ribari
- Ribići
- Seljani
- Seonica
- Sitnik
- Slavkovići
- Solakova Kula
- Sopot
- Spiljani
- Stojkovići
- Strgonice
- Studenčica
- Sultići
- Svijenča
- Šunji
- Tinje
- Tovarnica
- Treboje
- Trešnjevica
- Trusina
- Tuhobići
- Turija
- Ugošće
- Veluša
- Vinište
- Vrbljani
- Vrci
- Vrdolje
- Zabrđani
- Zabrđe
- Zagorice
- Zaslivlje
- Zukići

Dopo la guerra in Bosnia-Erzegovina e secondo gli accordi di Dayton, i villaggi di Brda, Gapići, Luko, Ljuta, Polje e Zelomići, come le parti di Hotovlje, Ljusići e Rajac, che facevano parte della municipalità di Kalinovik, Republika Srpska, sono state ricongiunte alla municipalità di Konjic, parte della Federazione di Bosnia ed Erzegovina.

## Società

### Evoluzione demografica
Il censimento ufficiale del 1991 stabilì in 43.878 il numero di abitanti della municipalità di Konjic: 23.815 Bosgnacchi (54,27%), 11.513 Croati (26,23%), 6.620 Serbi (15,08%), 1.930 Jugoslavi (3,09%) e 572 altri (1,33%).

L'abitato di Konjic invece contava 13.729 abitanti, dei quali 6.697 Bosgnacchi (48,78%), 3.036 Croati (22,11%), 2.536 Serbi (18,47%), 1.195 Jugoslavi (8,70%) e 265 altri (1,93%).
Dopo due anni dalla fine del conflitto, nel 1997, la demografia della municipalità era cambiata drasticamente: dei 32.000 residenti il 92,7% era Bosgnacco, il 4,7% Croato, il 2,4% Serbo e lo 0,2% altri.